# Willette Kershaw
Willette Kershaw (17 de junio de 1882-4 de mayo de 1960) fue una actriz estadounidense. Su hermana menor era la actriz Elinor Kershaw, esposa de Thomas Ince.
Hija de Harry Kershaw, nació en San Luis y se graduó en la Central High School y en Lindley School of Dramatic Art.
Entre sus apariciones en Broadway incluyen Yes or No (1917), The Unchastened Woman (1915), A Pair of White Gloves (1913), The Switchboard (1913), Snobs (1911), The Country Boy (1910), The Heights (1910), and Robert Burns (1905).
Kershaw se casó con el actor Arthur Morrison, y se divorciaron en 1909. En 1923, Kershaw se casó con David Sturgis en New Rochelle, Nueva York.

## Filmografía
- Men (1918)
- Cecilia of the Pink Roses (1918)
- The Sporting Life (1918)
- The Vortex (1928)